# Musée des savoir-faire du cognac
Le Musée des savoir-faire du cognac (autrefois Musée des arts du cognac) est situé dans la ville de Cognac en Charente. Il assure la présentation de toutes les étapes de la fabrication du cognac, de la culture des raisins au packaging. En 2020, le Musée des arts du cognac fusionne avec l'Espace Découverte en Pays du Cognac et devient le Musée des savoir-faire du cognac.

## Historique
Le savoir-faire, les pratiques et les industries liés à la fabrication de l'eau-de-vie de Cognac remontent au XIIIe siècle. Dans le musée, ouvert en 2004, sont exposés les différents emplois des techniques traditionnelles ou plus récentes pour sa fabrication. Parallèlement, le musée se donne pour objectif de les relier à
l’histoire industrielle, économique et sociale de la ville [réf. nécessaire].
Le musée se situe dans les locaux de l'ancienne maison Augier (de), première maison de négoce fondée en 1643 par Philippe Augier. À ce jour, Augier appartient au groupe Pernod Ricard. Une partie du musée réside également à l'emplacement de l'hôtel Perrin de Boussac, dont la façade est classée au Monuments Historiques. Des vestiges de la tour Lusignan ainsi qu'une partie des remparts du XIVe siècle peuvent être observés au sein du musée.

## Présentation
Le Musée des savoir-Faire du cognac est situé place de la Salle Verte, sur les quais, où se déroulait l'embarquement du cognac sur des gabares, c'est-à-dire à l'intérieur de la ville médiévale, proche du château de Cognac (souvent nommé château François Ier à l’emplacement des chais Marett).
Le musée comprend deux parties : une première sur le patrimoine avec une scénographie sur le fleuve Charente et deux maquettes sur la région et le château royal et la deuxième traite du savoir-faire du cognac avec plusieurs collections retraçant le processus de fabrication de l'eau-de-vie. La collection comprend des outils de la vigne et de la vendange (pressoirs), mais aussi des réalisations industrielles comme les machines à fabriquer des bouteilles de Claude Boucher, ainsi que des explications sur les débuts de la publicité de l'eau-de-vie. La collection de bouteilles, bouchons, étiquettes et affiches provient de nombreux pays du monde.
La présentation associe le visuel aux ambiances sonores et olfactives. Des expériences de réalité virtuelle à la fois multi-joueurs et interactive sont disponibles, les visiteurs peuvent ainsi se plonger dans différentss point d'intérêt du territoire et découvrir par exemple l'univers des maîtres de chais ou la Renaissance dans le château de Cognac en compagnie de François 1er.
Le musée abrite aussi un fonds documentaire informatisé, et accueille des expositions temporaires.
Le musée comporte également un boutique proposant une large gamme de produits régionaux.

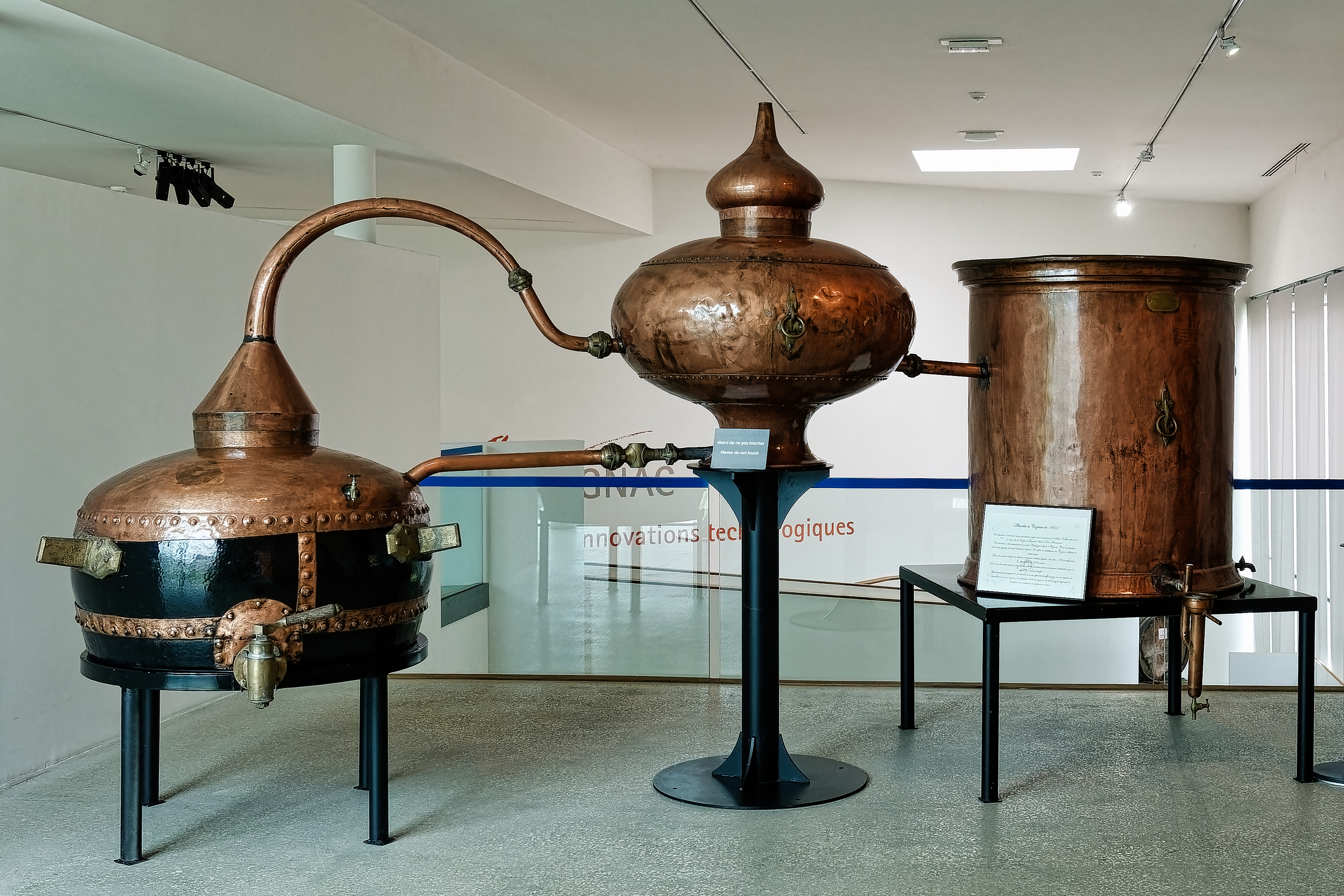
Alambic à Cognac de 1901.
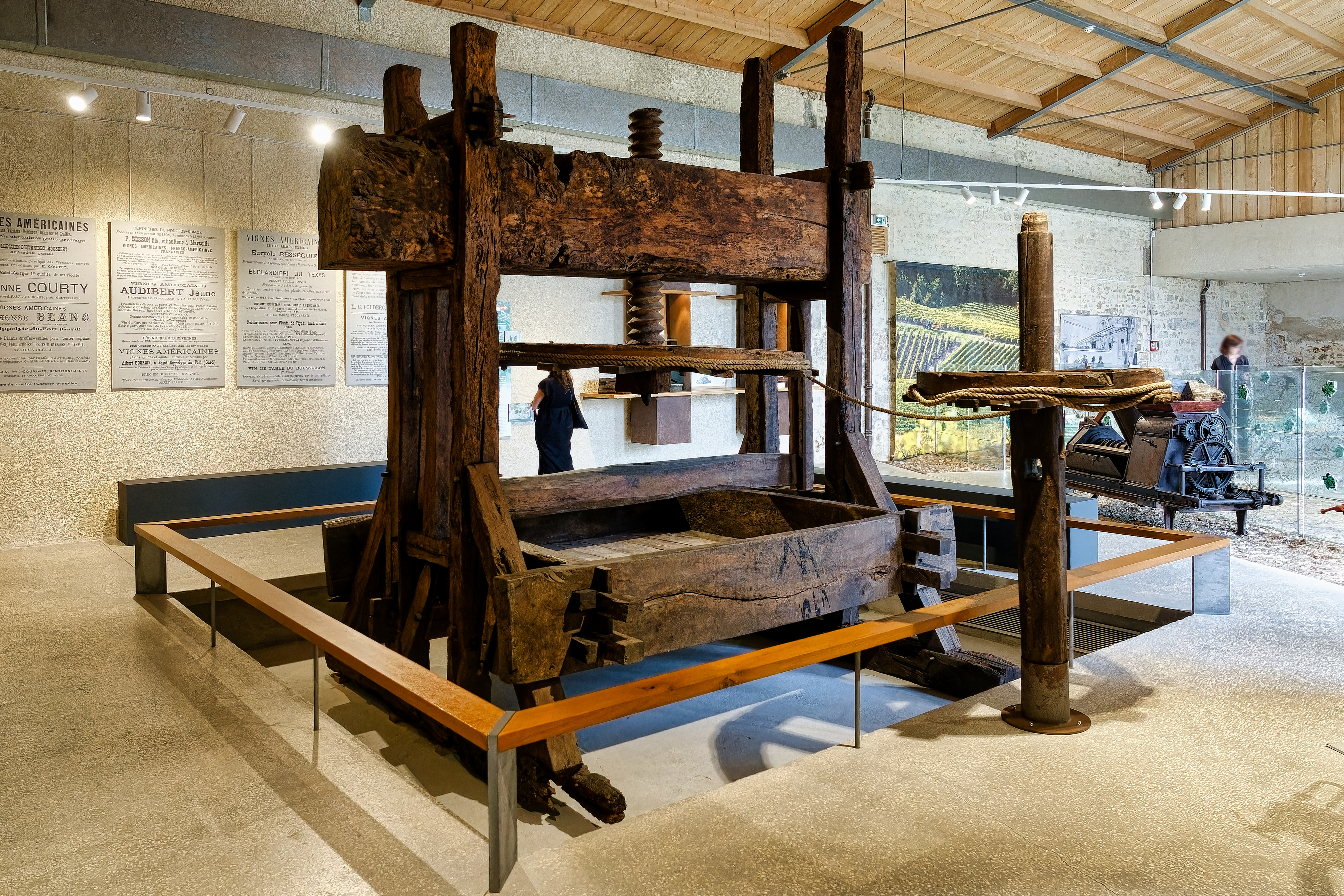
Pressoir en chêne datant du XVIIIe siècle.
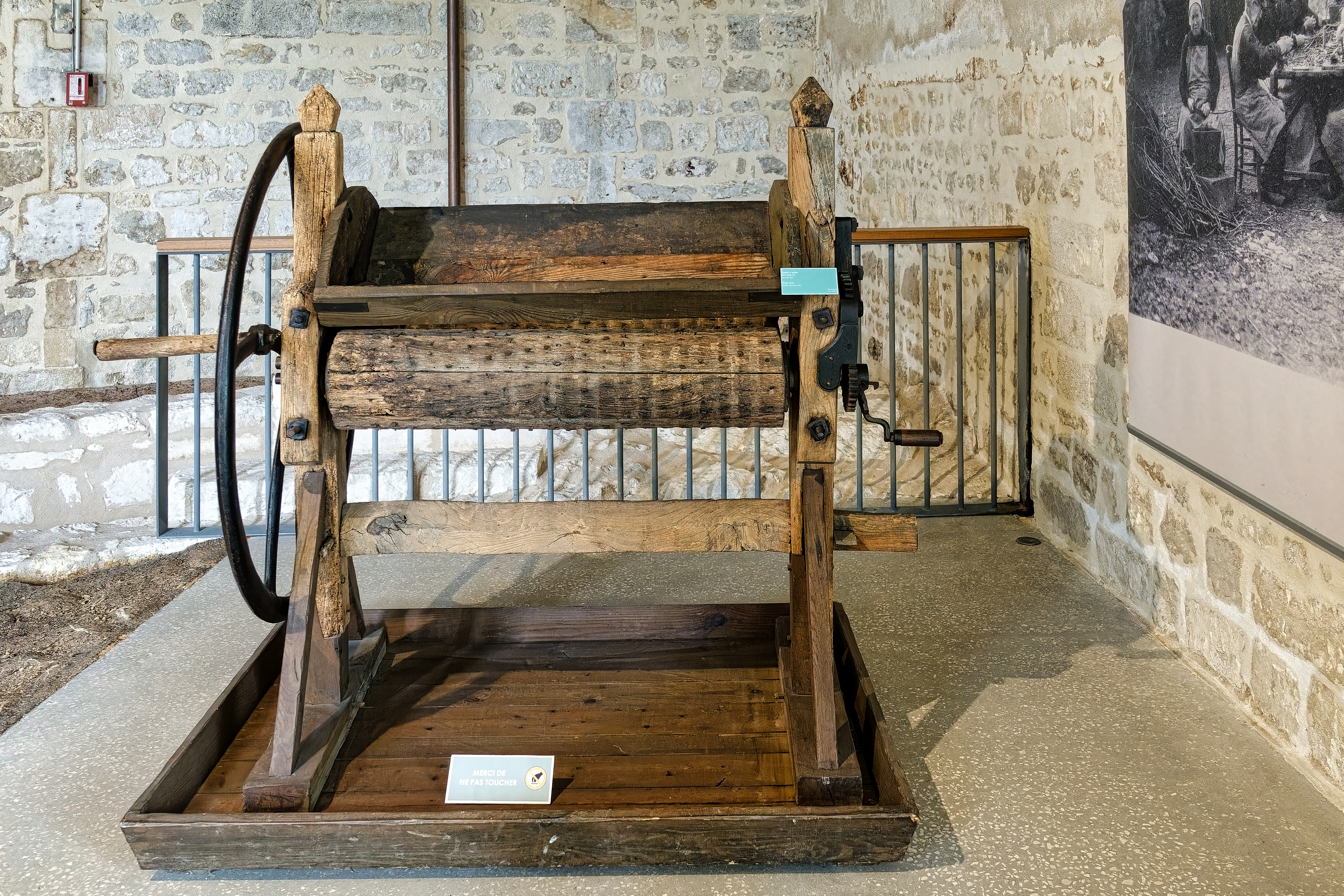
Fouloir à raisins.
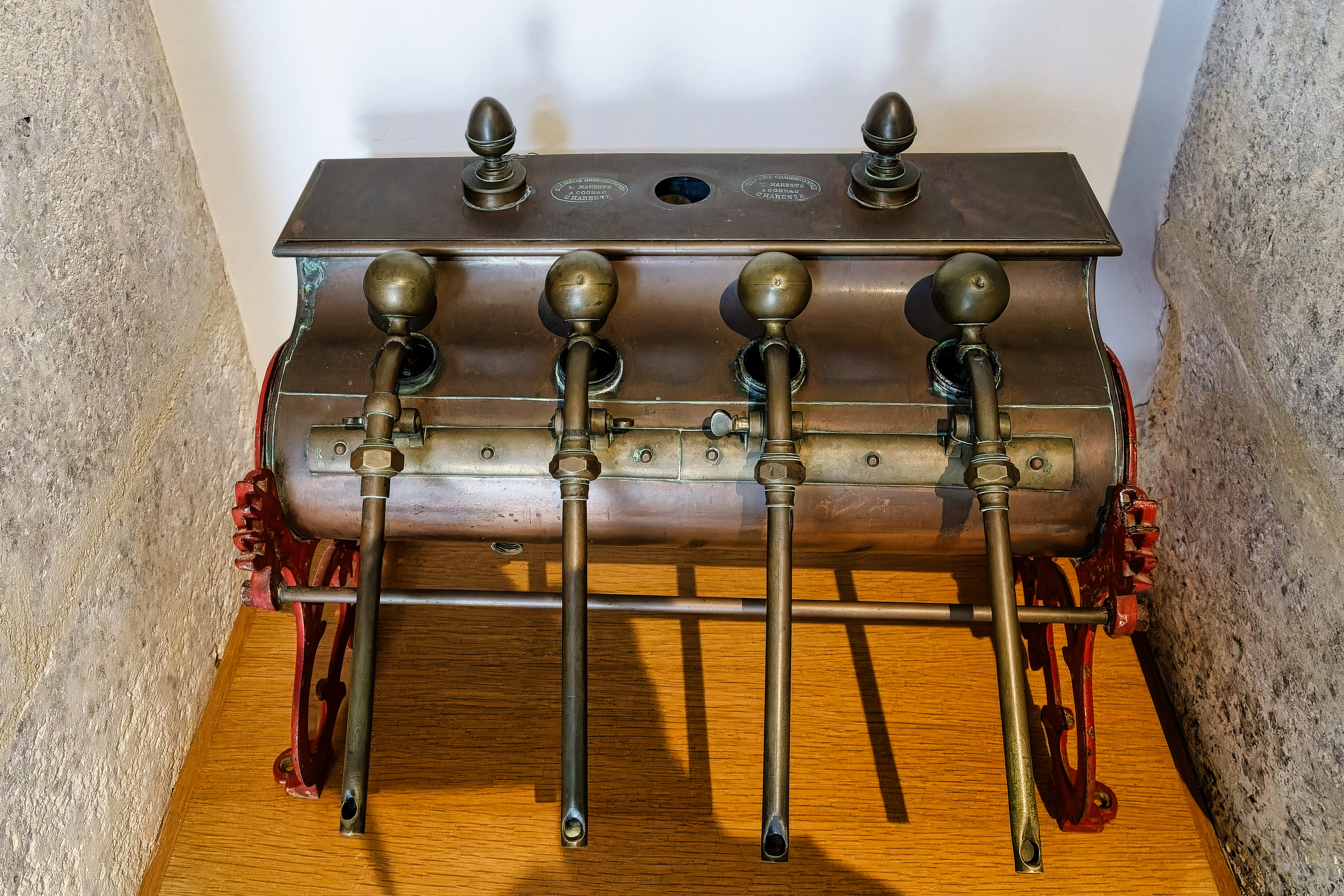
Tireuse à eau-de-vie de cognac.
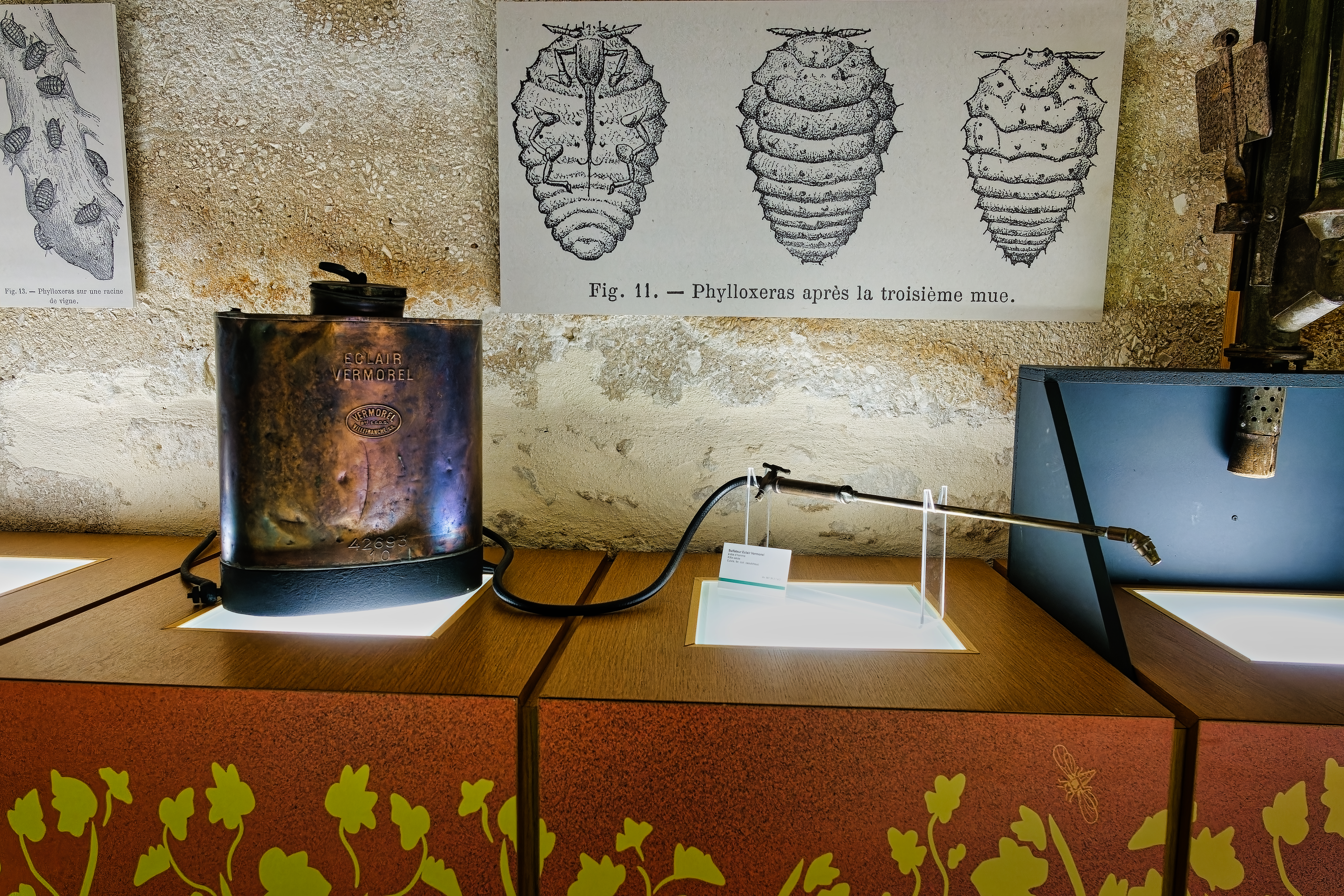
Sulfateur Eclair Vermorel.